# Nuevos estados de Alemania
Los nuevos estados federales de Alemania (en alemán: die neuen Bundesländer) son los cinco estados restablecidos de la antigua República Democrática Alemana, que se adhirió a la República Federal de Alemania con sus diez estados durante la reunificación alemana el 3 de octubre de 1990.
Los nuevos estados que habían sido abolidos por el gobierno de Alemania del Este en 1952 y se restablecieron en 1990 son  Brandemburgo, Mecklemburgo-Pomerania Occidental, Sajonia, Sajonia-Anhalt y Turingia.
El estado de Berlín es el resultado de una fusión entre Berlín oriental y oeste y no suele ser considerado como uno de los nuevos estados, aunque muchos de sus residentes son antiguos alemanes orientales.
Desde la reunificación, Alemania se compone de dieciséis estados: los nuevos estados tienen el mismo estatus legal que los antiguos. Sin embargo el proceso de «reunificación interna» entre la antigua Alemania oriental y occidental está aún en curso.

## Cultura
Las diferencias que persisten en la cultura y la mentalidad entre la vieja Alemania Oriental y la vieja Alemania Occidental se refieren a menudo como "el muro en la cabeza" (" Mauer im Kopf "). " Los Ossis "("Orientales") son estereotipados como racistas, pobres y en gran parte influenciados por la cultura rusa. " Los Wessis" ("Occidentales") se consideran generalmente esnobs (aparentar ser de clase alta), deshonestos y egoístas. El término puede ser considerado despectivo.
En 2009, veinte años después de la caída del muro, una encuesta reveló que sólo el 22% de los ex alemanes del Este (40% de los menores de 25 años) se considera a sí mismos "los verdaderos ciudadanos de la República Federal". Un 62% se siente en una especie de limbo, no se sienten ciudadano de la Alemania Oriental, ni tampoco plenamente integrado en la Alemania unificada. Alrededor del 11% le hubiera gustado que el Este fuera una nueva Alemania.  Una encuesta de 2004 encontró que el 25% de los alemanes occidentales y el 12% de los alemanes del este desearían que la reunificación no se hubiera producido.
Algunas marcas de las fábricas de la Alemania del Este se han reavivado, apelando a los ex alemanes orientales que sienten nostalgia por los bienes con la que crecieron. Algunas marcas que han revivido de esta manera es Rotkäppchen, que posee cerca del 40% de la alemana mercado del champán, y Zeha, el fabricante de calzado deportivo que suministran la mayor parte de los equipos deportivos de la Alemania Oriental y también el equipo de fútbol nacional soviético.
La pornografía y la prostitución, considerada por el gobierno de un signo de la decadencia burguesa, eran ilegales en la República Democrática Alemana, y se cree comúnmente que los alemanes que crecieron durante los años comunistas son sexualmente más inhibido que sus contrapartes occidentales. Sin embargo, un mejor acceso a la educación superior y el empleo junto con el aborto libre, las políticas  anticonceptivas y generoso de la familia hizo las alemanas del este en general, más emancipadas con respecto a su vida sexual.
Más niños nacen fuera del matrimonio en el este de Alemania (57%) que en el oeste de Alemania (25%), la diferencia es aún más marcada si se compara con los culturalmente conservadores de Alemania Occidental y los estados de Baviera Baden-Württemberg, donde la tasa es de 15%.

## Economía
La reconstrucción económica de Alemania Oriental está demostrando ser a un plazo más largo de lo previsto inicialmente. El nivel de vida y el ingreso anual sigue siendo significativamente inferior en los nuevos estados.
La reunificación costará al gobierno federal dos billones de euros. En la reunificación casi toda la industria de Alemania Oriental era obsoleta.  El gobierno tuvo que privatizar 8.500 empresas estatales.
A partir de 1990 entre 100 mil y 140 mil millones de euros al año han sido trasladados a los nuevos estados. 
En los años 2006-2008 más de 60 mil millones de dólares se gastaron para apoyar a las empresas de construcción e infraestructura.
Un plan económico de € 156 mil millones entró en vigor en 2005, y constituye la base financiera para el avance y la promoción especial de la economía de los nuevos estados hasta 2019. 
Se instituyó un recargo de 5,5% sobre el impuesto sobre la renta para restaurar la infraestructura de los nuevos estados a los niveles de los occidentales y prorratear el costo de la unificación, así como los gastos de la guerra del Golfo y la integración a la Unión Europea. El impuesto que equivale a 11 mil millones de euros al año, se mantendrá posiblemente hasta 2019.
Desde la reunificación, la tasa de desempleo en el este ha sido casi el doble que la del oeste, actualmente es de 12,7% después de haber alcanzado un máximo de 18,7% en 2005. En la década 1999-2009 la actividad económica  per cápita ha aumentado del 67% al 71% de Alemania Occidental.  
Alemania Oriental es también el lugar del país menos afectado por la crisis financiera actual.
Todos los nuevos estados federados, con exclusión de Berlín, califican como regiones objetivo 1 de desarrollo dentro de la Unión Europea y son elegibles para recibir hasta el 30% en subvenciones a la inversión hasta el 2013.

## Infraestructura
Los "Proyectos de transporte alemanes unidad" (Deutsche Einheit Verkehrsprojekte) es un programa lanzado en 1991 y destinado a mejorar la infraestructura del este de Alemania, y modernizar las conexiones de transporte entre los antiguos y nuevos estados federados.
Los 17 proyectos del VDE comprenden 9 proyectos de metro, 7 de autopistas y uno de la hidrovía, por una financiación total de € 38,5 mil millones. A partir de 2009, los 17 proyectos estaban construcción o ya habían sido completados. La construcción de nuevas líneas ferroviarias de alta velocidad y las mejoras de líneas existentes redujeron los tiempos de viaje entre Berlín y Hannover de más de cinco horas y 36 minutos. Debido al creciente uso del automóvil y la despoblación ya que las líneas ferroviarias (reunificación muchas ramas y las líneas principales) han sido cerradas por la Deutsche Bahn unificada (Ferrocarriles Alemanes).
"Los Deges" (Deutsche Einheit Fernstraßenplanungs-und-bau GmbH) es la institución del proyecto estatal de gestión encargado de la construcción de aproximadamente 1.360 kilómetros de carreteras federales dentro de la VDE, con una inversión total de € 10,2 mil millones. También participa en proyectos de transporte, incluyendo un kilómetro y 435 metros  de carretera de aproximadamente € 1.760 millones, así como la ciudad túnel de Leipzig, con una inversión de € 685 millones.
El Plan de Infraestructuras de Transporte Federal 2003 incluye planes para la ampliación de la A14 de Magdeburgo a Schwerin y la construcción de la A72 de Chemnitz a Leipzig.
Las tasas de propiedad de automóviles privados han aumentado considerablemente desde 1990: en 1988, el 55% de los hogares de Alemania del Este tenían por lo menos un automóvil, en 1993 ya había aumentado al 67% y al 71% en 1998. Esto se compara con las tasas de Alemania Occidental de 61% para el año 1988, el 74% para 1993 y 76% para el año 1998.